# 1980 a sportban
1980 legfontosabb sporteseményei a következők voltak:
- 1979. december 24.–január 2. tenisz, Australian Open, Melbourne
- január 12–13. női gyorskorcsolya-világbajnokság, Hamar
- január 19–20. férfi gyorskorcsolya-Európa-bajnokság, Trondheim
- január 22–27. műkorcsolya-Európa-bajnokság, Göteborg
- január 26–27. kerékpáros-terepvilágbajnokság, Wetzikon
- február 10–11. gyorskorcsolya-sprint-világbajnokság, West Allis
- február 13–24. XIII. téli olimpiai játékok, Lake Placid
- február 28.–március 2. X. fedett pályás légfegyveres Európa-bajnokság, Oslo
- március 1–2. XI. fedett pályás atlétikai Európa-bajnokság, Sindelfingen
- március 1–2. férfi gyorskorcsolya-világbajnokság, Heerenveen
- március 11–16. műkorcsolya-világbajnokság, Dortmund
- április 5–13. XII. asztalitenisz-Európa-bajnokság, Bern
- április 13–20. tollaslabda-Európa-bajnokság, Groningen
- április 20–27. birkózó-Európa-bajnokság, Privigye
- április 22.–május 11. Vuelta España
- május 15.–június 8. Giro d’Italia
- május 24–31. XIII. teke-világbajnokság, Mangalia
- május 26.–június 8. Tenisz, Roland Garros, Párizs
- május 26–31. tollaslabda-világbajnokság, Jakarta
- június 4–12., vitorlázó-Európa-bajnokság, 470-es hajóosztály Helsinki
- június 5–15., vitorlázó-világbajnokság, repülő hollandi hajóosztály Malmö
- június 7–17., vitorlázó-Európa-bajnokság, Finn dingi hajóosztály Helsinki
- június 11–22. labdarúgó-Európa-bajnokság, Róma, Nápoly, Milánó, Torino
- június 23.–július 6. tenisz Wimbledon, Wimbledon
- június 26.–július 20. Tour de France
- július 19.–augusztus 3. XXII. nyári olimpiai játékok, Moszkva
- augusztus 6–10. uszonyos- és búvárúszó-világbajnokság, Bologna
- augusztus 15–28. XV. ejtőernyős-világbajnokság, Kazanlak
- augusztus 26.–szeptember 7. tenisz US Open, Flushing Meadow
- augusztus 30.–szeptember 7. kerékpáros országúti és pálya-világbajnokság, Sallanches, Besançon
- szeptember 4–5. íjász-Európa-bajnokság, Campaign
- szeptember 11–14. fogathajtó-világbajnokság, Windsor
- szeptember 19–28. női kosárlabda-Európa-bajnokság, Maglaj, Bosanski Brod, Prijedor, Banja Luka
- szeptember 24–27. női sportlövő-Európa-bajnokság, Madrid
- november 20.–december 6. – A 24. nyílt és 9. női sakkolimpia, Valletta
- október 5. Alan Jones nyerte az  1980-as Formula–1 világbajnokságot
- december 14. Walter Röhrl nyerte az  1980-as rali-világbajnokságot

## Születések

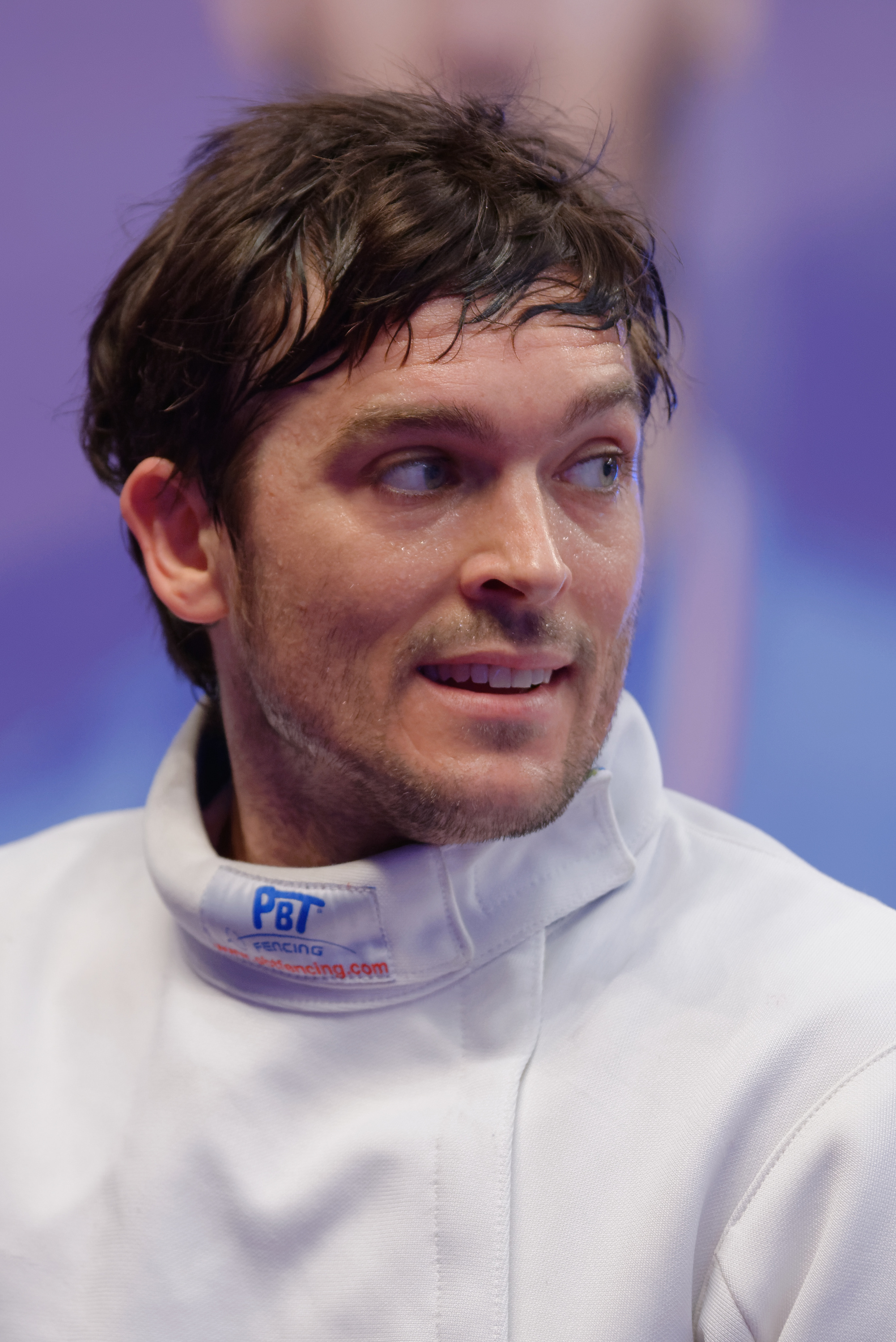
Somfai Péter párbajtőrvívó

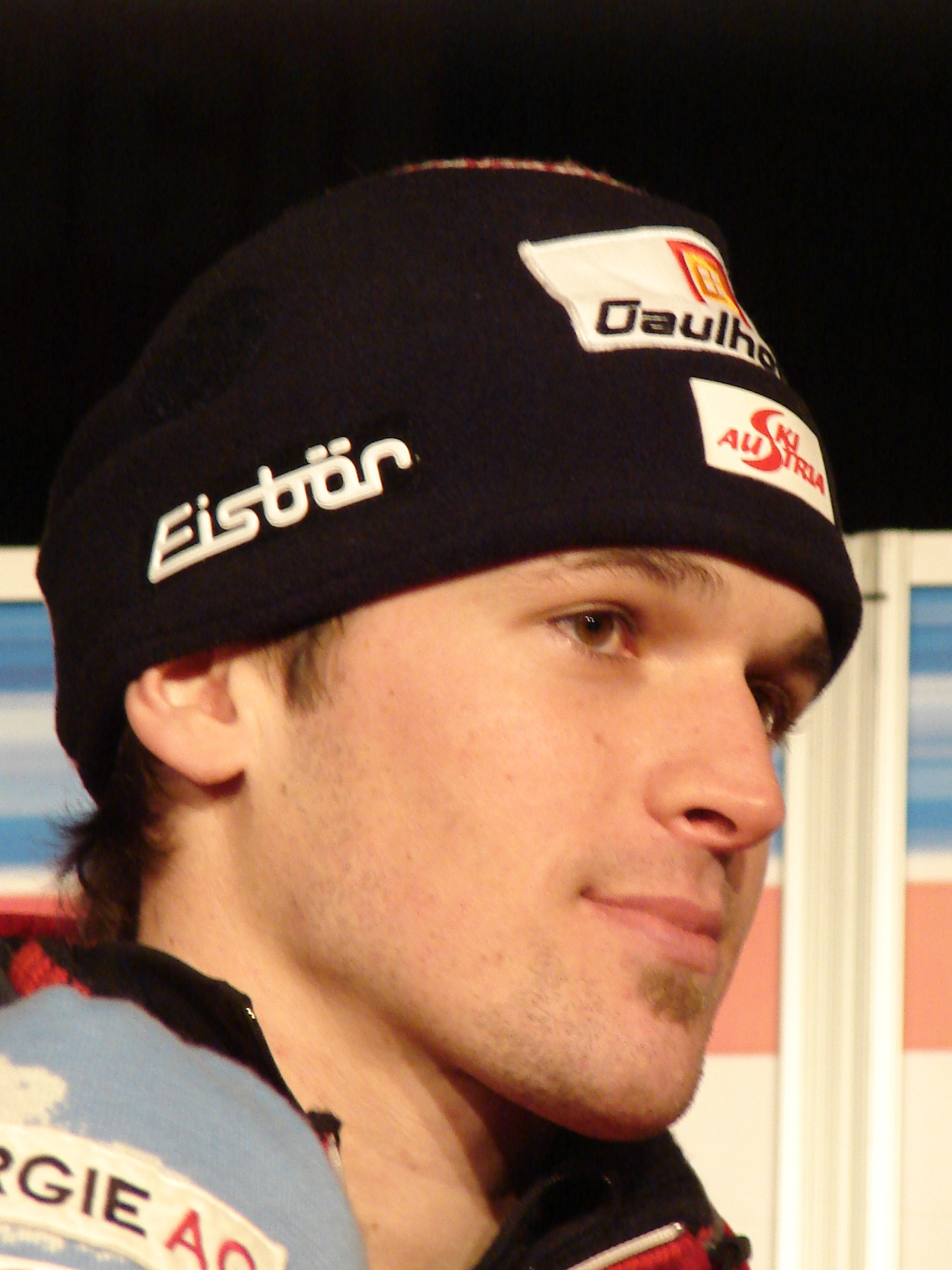
Matthias Lanzinger síző

- január 6. – Steed Malbranque, francia labdarúgó
- január 7. – Naiden Borichev, bolgár műkorcsolyázó
- január 12. – Roberto García Parrondo, spanyol válogatott kézilabdázó
- január 19. – Jenson Button, brit autóversenyző, Formula–1-es pilóta
- január 22.
  - Jevgenyij Valerjevics Aldonyin, orosz válogatott labdarúgó
  - Gabriel Karlsson, svéd jégkorongozó
- január 25. – Efsztáthiosz Tavlarídisz, görög válogatott labdarúgó
- január 29. – Nico Estévez, spanyol labdarúgóedző
- február 12. – Juan Carlos Ferrero, spanyol teniszező
- február 13. – Sebastian Kehl, német válogatott labdarúgó
- március 2. – Chris Barker, angol labdarúgó († 2020)
- március 3. – Ana Maria Bican, kétszeres junior Európa-bajnok román szertornász, edző, tornabíró
- március 4. – Sascha Amhof, svájci nemzetközi labdarúgó-játékvezető
- március 5. – Yan Barthelemí, olimpiai bajnok kubai ökölvívó
- március 9. – Morten Jensen, norvég labdarúgó, edző
- március 13. – Lucian Sânmărtean, román válogatott labdarúgó
- március 18. – Alekszej Konsztantyinovics Jagugyin, orosz műkorcsolyázó
- március 21. – Ronaldinho, olimpiai bronzérmes, világbajnok és konföderációs kupa-győztes brazil válogatott labdarúgó
- március 29. – Robert Archibald, skót-brit válogatott kosárlabdázó, olimpikon († 2020)
- március 30. – Paula Ungureanu, román válogatott kézilabdakapus
- május 30.
  - Steven Gerrard angol válogatott labdarúgó, edző
  - Joachim Standfest, osztrák válogatott labdarúgó
- április 1. – Kléber de Carvalho Corrêa, konföderációs kupa és Copa América győztes brazil labdarúgó
- április 2.
  - Darrell Hay, kanadai jégkorongozó
  - Somfai Péter, olimpiai bronzérmes, világbajnoki ezüstérmes és Európa-bajnok magyar párbajtőrvívó
- április 4. – Bekzat Szattarhanov, olimpiai bajnok kazah ökölvívó
- április 5. – Odlanier Solís, olimpiai bajnok kubai ökölvívó
- április 8. – Josep Ayala, andorrai válogatott labdarúgó
- április 14.
  - Drávucz Rita, világ- és Európa-bajnok magyar vízilabdázónő
  - Steven Holcomb, olimpiai bajnok amerikai bobversenyző († 2017)
- április 22. – Nicolas Douchez, francia labdarúgókapus
- április 25. – Hoang Thanh Trang, vietnámi-magyar sakkozó, nemzetközi nagymester, Ázsia- és Európa-bajnok, junior világbajnok
- május 5. – Josszí Benájún, izraeli válogatott labdarúgó
- május 8. – David Grondin, francia labdarúgó, hátvéd
- május 10.
  - Karoline Dyhre Breivang, olimpiai, világ- és Európa-bajnok norvég kézilabdázó
  - Şehmus Özer, török labdarúgó († 2016)
- május 15. – Abdiwali Olad Kanyare, szomáliai válogatott labdarúgó († 2020)
- június 11. – Szuper Levente, magyar válogatott jégkorongozó
- június 16. – Dewon Brazelton, amerikai baseballjátékos
- június 17. – Venus Williams, amerikai teniszező
- június 23. – Manat Buncsamnong, olimpiai bajnok thai ökölvívó
- június 24. – Cicinho, konföderációs kupa-győztes brazil válogatott labdarúgó
- július 2. – Ambrusz Árpád, magyar labdarúgó
- július 8. – Robbie Keane, ír labdarúgó
- július 11. – Ashley Cooper, ausztrál autóversenyző († 2008)
- július 14. – Luchi Gonzalez, amerikai korosztályos válogatott labdarúgó
- július 29. – Fernando González Ciuffardi, chilei teniszező
- július 30. – Sara Anzanello, világbajnok olasz röplabdázó († 2018)
- augusztus 2. – Pat Noonan, amerikai válogatott labdarúgó
- augusztus 5. – Wayne Bridge, angol labdarúgó
- augusztus 6. – Roman Weidenfeller, világbajnok német válogatott labdarúgókapus
- augusztus 8. – Emir Spahić, bosnyák labdarúgó, középhátvéd
- augusztus 15.
  - Mateo Hrvatin, világbajnoki ezüstérmes horvát válogatott kézilabdázó, edző
  - Ilia Klimkin, orosz műkorcsolyázó
- augusztus 29. – Corina Ungureanu, kétszeres világ- és Európa-bajnok román szertornász, edző, nemzetközi tornabíró
- augusztus 30. – Szollár Krisztián, magyar labdarúgó
- szeptember 4. – Mirela Țugurlan, világbajnok és olimpiai bronzérmes román szertornász, edző
- szeptember 8. – Hadnagy Attila, román labdarúgó
- szeptember 9. – Steffen Hofmann, német labdarúgó
- szeptember 11. – Antônio Pizzonia, brazil autóversenyző, Formula–1-es pilóta
- szeptember 12. – Dave Chisnall, angol profi dartsjátékos
- szeptember 14. – Luis Horna, perui teniszező
- szeptember 16. – Patrik Štefan, cseh jégkorongozó
- szeptember 24.
  - Petri Pasanen, finn válogatott labdarúgó
  - John Arne Riise, norvég válogatott labdarúgó
- szeptember 27. – Nicolas Danos, francia nemzetközi labdarúgó-partbíró, asszisztens
- szeptember 29. – Răzvan Florea, román úszó
- szeptember 30.
  - Stefan Lindemann, német műkorcsolyázó
  - Guillermo Rigondeaux, olimpiai, világ- és pánamerikai bajnok kubai ökölvívó
- október 4. – Tomáš Rosický, cseh válogatott labdarúgó
- október 10. – Konno Juiko, japán válogatott labdarúgó
- október 12.
  - Andruskó Attila, szerbiai születésű magyar labdarúgó
  - Ives González, kubai származású brazil válogatott vízilabdázó, olimpikon
- október 15. – Tom Boonen, belga kerékpáros
- október 16. – Dragoș Coman, román úszó
- október 23. – Jesper Nøddesbo, olimpiai és Európa-bajnok dán válogatott kézilabdázó
- október 26. – Cristian Chivu, román labdarúgó
- október 28. – Alan Smith, angol labdarúgó
- november 17. – Bajorhegyi Ádám, magyar kézilabdázó
- november 20. – Marek Krejčí, szlovák válogatott labdarúgó († 2007)
- december 2. – Damir Burić, olimpiai és világbajnok horvát vízilabdázó
- december 7. – John Terry, angol válogatott labdarúgó
- december 9. – Matthias Lanzinger, osztrák alpesi síző
- december 17. – Sebastián Beccacece, Recopa Sudamericana-győztes argentin edző
- december 18. – Marian Drăgulescu, román tornász
- december 19. – Fabian Bourzat, francia műkorcsolyázó
- december 20. – Ashley Cole, barbadosi származású angol labdarúgó
- december 28. – Lomana LuaLua, kongói labdarúgó, csatár

## Halálozások
- január 4. – Aksel Hansen, olimpiai bronzérmes norvég tornász (* 1887)
- január 9. – Aleksander Tupalski, Európa-bajnoki ezüstérmes lengyel jégkorongozó, olimpikon (* 1900)
- január 20.
  - Bürger Rudolf, magyar nemzetiségű román válogatott labdarúgó, hátvéd, edző (* 1908)
  - Ilie Subășeanu, román válogatott labdarúgó (* 1906)
- január 22. – Klas Särner, olimpiai bajnok svéd tornász (* 1891)
- február 6. – Galambos József, magyar olimpikon atléta (* 1900)
- március 31. – Jesse Owens amerikai atléta (* 1913)
- április 11. – Tunyogi József, olimpiai bronzérmes és Európa-bajnok birkózó (* 1911)
- április 28. – Andrija Anković, olimpiai bajnok jugoszláv válogatott horvát labdarúgó (* 1937)
- május 5. – Marius Hansen, olimpiai bronzérmes dán tornász (* 1890)
- június 4. – Leopold Kielholz, svájci válogatott labdarúgó, edző (* 1911)
- július 15. – Paul Valcke, olimpiai és világbajnoki bronzérmes belga tőrvívó (* 1914)
- július 20. – Vilezsál Oszkár olimpiai bronzérmes labdarúgó (* 1930)
- augusztus 23. – Balogh János, sakkmester, sakkolimpiai bajnok (* 1892)
- szeptember 9. – José de Anchieta Fontana, világbajnok brazil válogatott labdarúgó (* 1940)
- szeptember 12. – Hans Trier Hansen, olimpiai ezüstérmes dán tornász (* 1893)
- szeptember 24. – Ernie Shore, World Series bajnok amerikai baseballjátékos (* 1891)
- október 4. – Szollás László világbajnok műkorcsolyázó (* 1907)
- október 16. – Willy Schäfer, olimpiai bronzérmes svájci kézilabdázó (* 1913)
- október 17. – Hans Hovgaard Jakobsen, olimpiai ezüstérmes dán tornász († 1895)
- november 26. – Pete DePaolo amerikai autóversenyző (* 1898)
- november 27. – Hepp Ferenc sportvezető (* 1909)
- december 4. – Brandi Jenő, olimpiai és Európa-bajnok magyar vízilabdázó (* 1913)
- december 10. – Rosy Ryan, World Series bajnok amerikai baseballjátékos (* 1898)
- december 31. – Bob Shawkey, World Series bajnok amerikai baseballjátékos (* 1890)